# Mansión del derviche Pasha

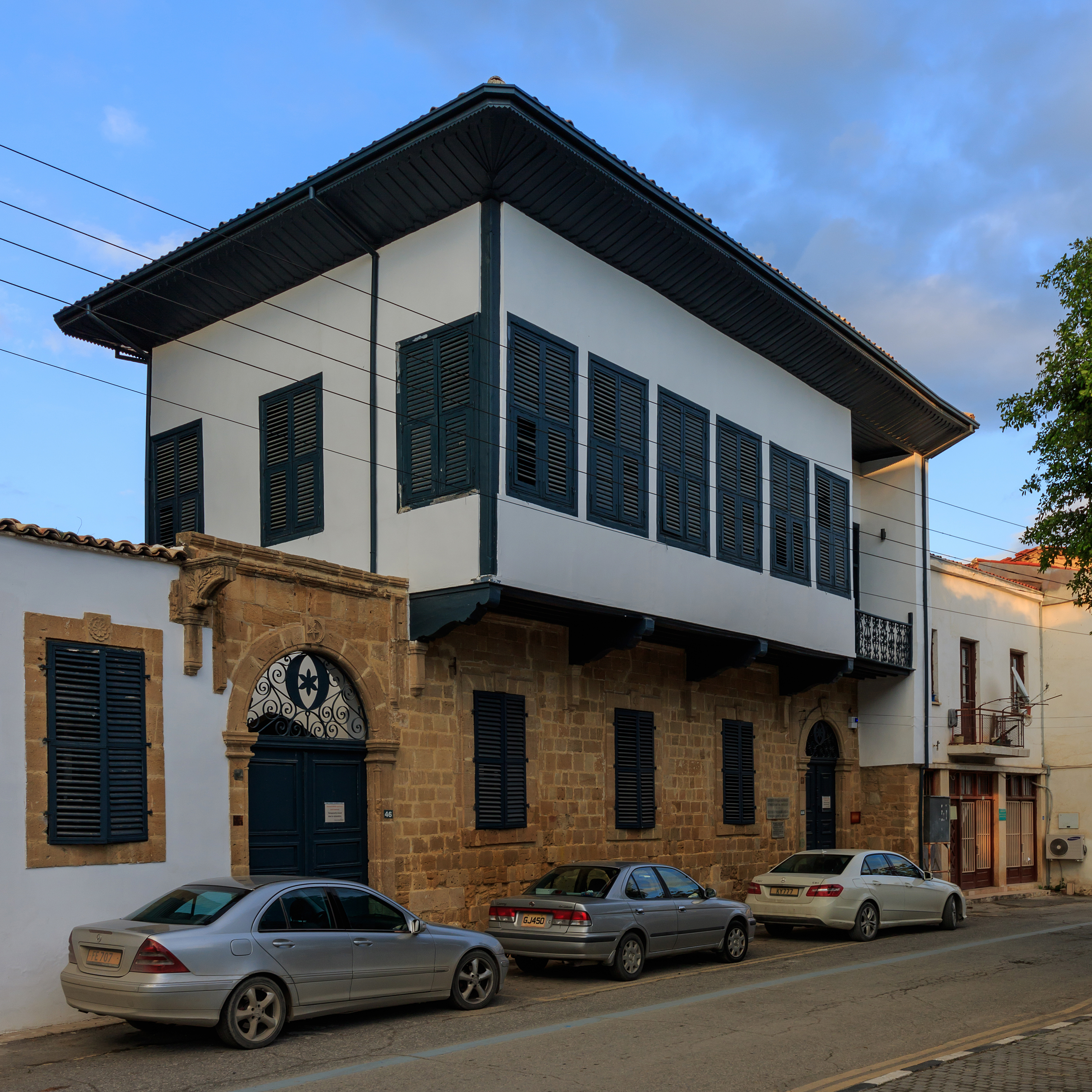
La Mansión del Derviche Pasha en 2017

Mansión del Derviche Pachá (en turco: Derviş Paşa Konağı) es una mansión histórica y museo etnográfico del barrio Arab Ahmet de Nicosia, actualmente situado en Nicosia Norte. Se encuentra en la calle Beliğ Paşa y tiene dos plantas. Se considera uno de los mejores ejemplos de arquitectura otomana de Chipre.
La mansión actual se construyó sobre un edificio gótico anterior en el mismo lugar. Su puerta principal lleva inscrita la fecha de 1801, lo que implica que esa fue la fecha de construcción del edificio. Fue reparado en 1869, y las tallas de madera del techo datan de ese año. Perteneció a finales del siglo XIX a Hacı Ahmet Derviş Efendi, un acaudalado turcochipriota que poseía grandes extensiones de tierra fuera de la ciudad amurallada de Nicosia. .

## Estructura
El piso inferior es de piedra y el superior, de adobe. Su arquitectura tiene un marcado carácter otomano y refleja el estilo de vida otomano de la época.Tiene dos puertas de entrada, históricamente, una era para los hombres (selamlik) y la otra para las mujeres (harén). Tiene un gran patio interior, que era utilizado por los miembros de la casa para relajarse sin exponerse al exterior. Un mirador en el piso superior fue construido en estilo bagdadí.
En 1979, la mansión corría peligro de derrumbarse. Fue adquirida por el Estado turcochipriota en 1981 y, tras una renovación, se abrió a los visitantes como museo etnográfico el 21 de marzo de 1988. Destaca por ser el primer proyecto de renovación importante en el norte de Chipre. En la mansión se exponen bienes del estilo de vida tradicional chipriota, como utensilios de cocina, instrumentos para labores de aguja, así como espadas antiguas y ropa histórica.

## Galería

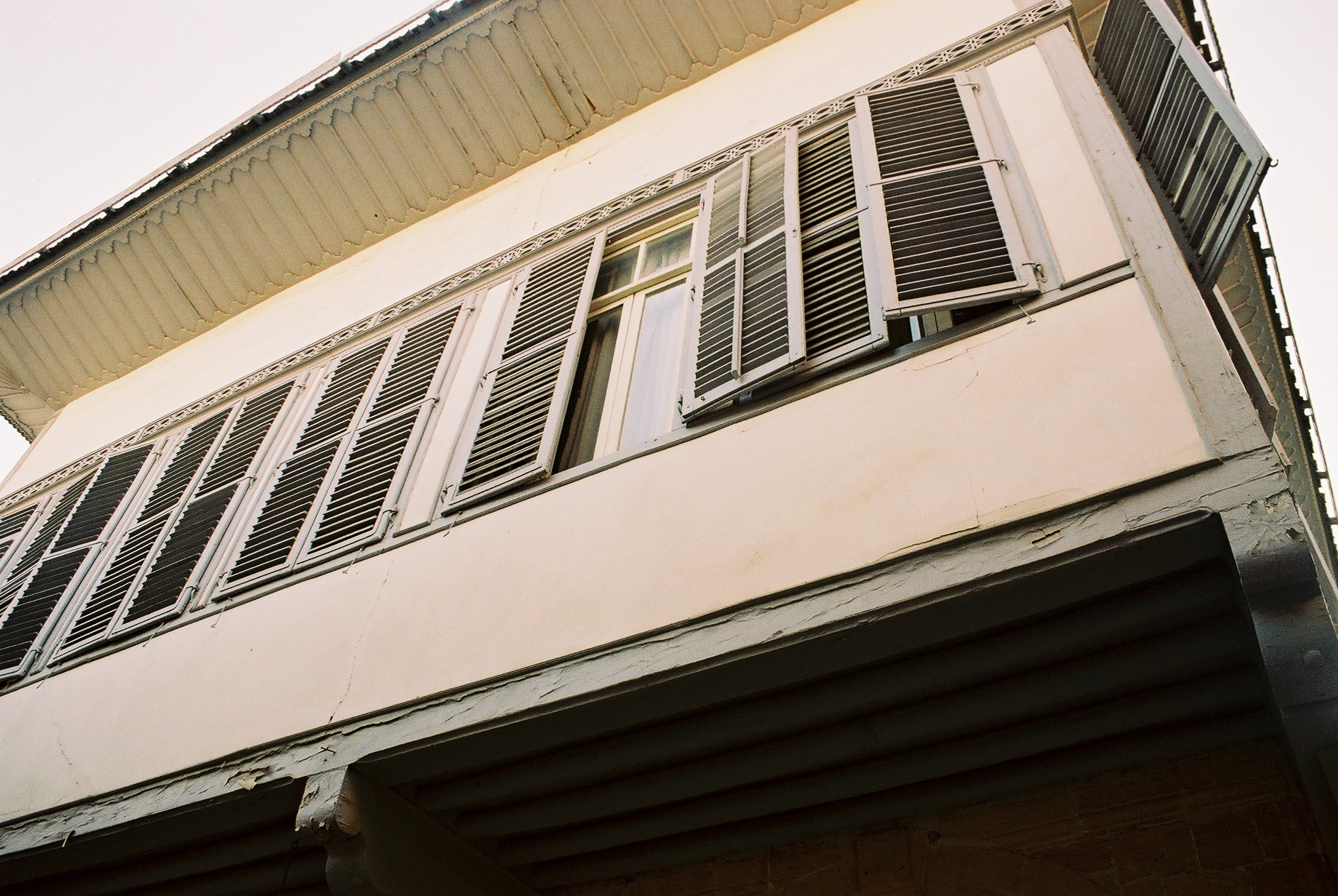
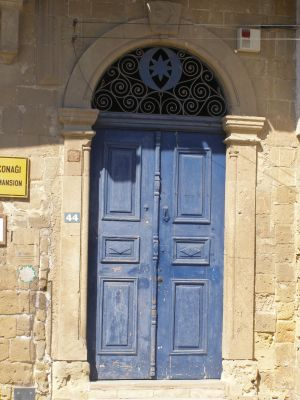
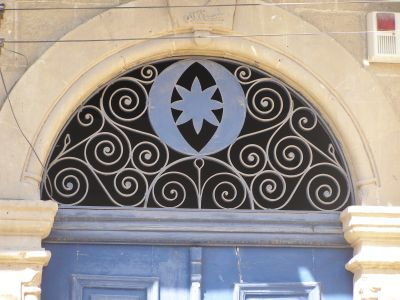